# Liste des conseillers régionaux de Maine-et-Loire

## Mandature 2021-2028
| Nom | Nom                          | Parti | Groupe                                        | Autres mandats                   |
| --- | ---------------------------- | ----- | --------------------------------------------- | -------------------------------- |
|     | Sylvie Beillard              | DVD   | Républicains, divers droite et société civile | Maire de Vernoil-le-Fourrier     |
|     | Roch Brancour                | LR    | Républicains, divers droite et société civile | Adjoint au maire d'Angers        |
|     | Éric Grelier                 | DVD   | Républicains, divers droite et société civile |                                  |
|     | Roland Marion                | LC    | Républicains, divers droite et société civile | Maire de Saint-Léger-de-Linières |
|     | André Martin                 | LR    | Républicains, divers droite et société civile |                                  |
|     | Constance Nebbula            | LR    | Républicains, divers droite et société civile | Conseillère municipal d'Angers   |
|     | Christophe Pot               | LC    | Républicains, divers droite et société civile | Maire de Mazé-Milon              |
|     | Yamina Riou                  | DVD   | Républicains, divers droite et société civile | Maire d'Erdre-en-Anjou           |
|     | Anita Dauvillon              | DVC   | Union centriste                               | Conseillère municipale d'Angers  |
|     | Isabelle Leroy               | UDI   | Union centriste                               |                                  |
|     | Patricia Maussion            | UDI   | Union centriste                               | 1re ajointe au maire de Loiré    |
|     | Éric Touron                  | UDI   | Union centriste                               |                                  |
|     | Claire Schweitzer            | LFI   | L’Écologie ensemble, solidaire et citoyenne   | Conseillère municipale d'Angers  |
|     | Elsa Richard                 | EÉLV  | L’Écologie ensemble, solidaire et citoyenne   | Conseillère municipale d'Angers  |
|     | Arash Saeidi                 | G·s   | L’Écologie ensemble, solidaire et citoyenne   | Conseiller municipal d'Angers    |
|     | Jean-Louis Belliard          | PS    | Le Printemps des Pays de la Loire             |                                  |
|     | Céline Véron                 | PP    | Le Printemps des Pays de la Loire             | Conseillère municipale d'Angers  |
|     | Gabriel de Chabot-Tramecourt | RN    | Rassemblement National                        |                                  |
|     | Éric Frémy                   | DVC   | Démocrates et progressistes                   | Maire de Thorigné-d'Anjou        |

## Mandature 2015-2021

### Liste des conseillers régionaux
| Nom | Nom                     | Parti | Groupe | Autres mandats |
| --- | ----------------------- | ----- | ------ | -------------- |
|     | Aymeric Merlaud         | FN    |        |                |
|     | Monique Lieumont-Briand | FN    |        |                |
|     | Jean Goychman           | FN    |        |                |
|     | Paul Jeanneteau         | LR    |        |                |
|     | Isabelle Leroy          | UDI   |        |                |
|     | André Martin            | LR    |        |                |
|     | Roselyne Bienvenu       | LR    |        |                |
|     | Laurent Gérault         | UDI   |        |                |
|     | Patricia Maussion       | DVD   |        |                |
|     | Laurent Prétrot         | LR    |        |                |
|     | Catherine Deroche       | LR    |        |                |
|     | Eric Touron             | UDI   |        |                |
|     | Régine Catin            | LR    |        |                |
|     | Roch Brancour           | LR    |        |                |
|     | Stella Dupont           | PS    |        |                |
|     | Frédéric Béatse         | PS    |        |                |
|     | Christelle Cardet       | EELV  |        |                |
|     | Aykel Garbaa            | PS    |        |                |
|     | Marie-Hélène Girodet    | DVG   |        |                |

## Mandature 2010 - 2015
Le département de Maine-et-Loire compte  vingt conseillers régionaux sur les quatre-vingt-treize élus qui composent l'assemblée du conseil régional des Pays de la Loire issus des élections des 14 et 21 mars 2010.
Les élus mainoligériens sont répartis en sept élus du Parti socialiste, cinq de l'Union pour la majorité présidentielle, quatre d'Europe Écologie, un de l'Alliance centriste, un du Nouveau Centre, un du Parti communiste français et une d'Écologie et Solidarité.

### Liste des conseillers régionaux de la mandature 2010-2015[1]
| Identité | Identité                | Étiquette    | Groupe               | Autres mandats                                                                              |
| -------- | ----------------------- | ------------ | -------------------- | ------------------------------------------------------------------------------------------- |
|          | Laurence Adrien-Bigeon  | PS           | Majorité régionale   |                                                                                             |
|          | Frédéric Béatse         | PS           | Majorité régionale   | Conseiller municipal d'Angers, conseiller communautaire d'Angers Loire Metropole            |
|          | Jeanne Robinson-Behré   | UDI          | Opposition régionale | Adjointe au maire d'Angers                                                                  |
|          | Christelle Cardet       | EÉ           | Majorité régionale   |                                                                                             |
|          | Régis Dangremont        | PS           | Majorité régionale   | Maire de Saint-Quentin-lès-Beaurepaire, conseiller général du canton de Baugé               |
|          | Géraldine Delorme       | UMP          | Opposition régionale | Adjointe au maire de Cholet, vice-présidente de la Communauté d'agglomération du Choletais. |
|          | Philippe Denis          | PCF          | Majorité régionale   |                                                                                             |
|          | Catherine Deroche-Hervé | UMP          | Opposition régionale |                                                                                             |
|          | Vincent Dulong          | Vert         | Majorité régionale   | Conseiller municipal d'Angers                                                               |
|          | Samira El Alaoui        | EÉ           | Majorité régionale   |                                                                                             |
|          | Jean-Noël Gaultier      | PS           | Majorité régionale   | Adjoint au maire de Noyant-la-Gravoyère                                                     |
|          | Laurent Gérault         | AC puis UDI  | Opposition régionale |                                                                                             |
|          | Christian Gillet        | NC           | Opposition régionale | Président du Conseil général de Maine-et-Loire                                              |
|          | Gildas Guguen           | PS           | Majorité régionale   | Conseiller municipal de Cholet                                                              |
|          | Matthieu Orphelin       | EÉ           | Majorité régionale   |                                                                                             |
|          | Anne-Marie Prinet       | PS           | Majorité régionale   |                                                                                             |
|          | Dominique Richard       | UMP puis UDI | Opposition régionale |                                                                                             |
|          | Christine Régnier       | UMP          | Opposition régionale | Adjointe au maire de Saumur                                                                 |
|          | Sophie Saramito         | PS           | Majorité régionale   |                                                                                             |
|          | Rose-Marie Véron        | ES           | Majorité régionale   | Conseillère municipale d'Angers                                                             |